# كرة مسلسلة
الكُرَة المُسَلْسَلة هي نوع من قيود الساق، صُمِّمَت الكرة المسلسلة بحيث يقيد وزن الكرة الحديدية في نهاية السلسلة القصيرة ويحد من سرعة مرتديها، مما يجعل أي محاولة هروب أكثر صعوبة.